# Кярдла
Кярдла (ест. Kärdla, колишні назви: швед. Kärrdal, нім. Kertel або Kertell) — найбільше місто естонського острова Гіюмаа та адміністративний центр мааконду Гіюмаа.

## Географія
Кярдла знаходиться на північно-східному узбережжі Гіюмаа, у затоці Таресте. На південний-схід від міста Кярдла знаходиться метеоритний кратер, якому 455 мільйонів років. 
Декілька маленьких річок течуть через місто. У Кярдла є також артезіанські свердловини.

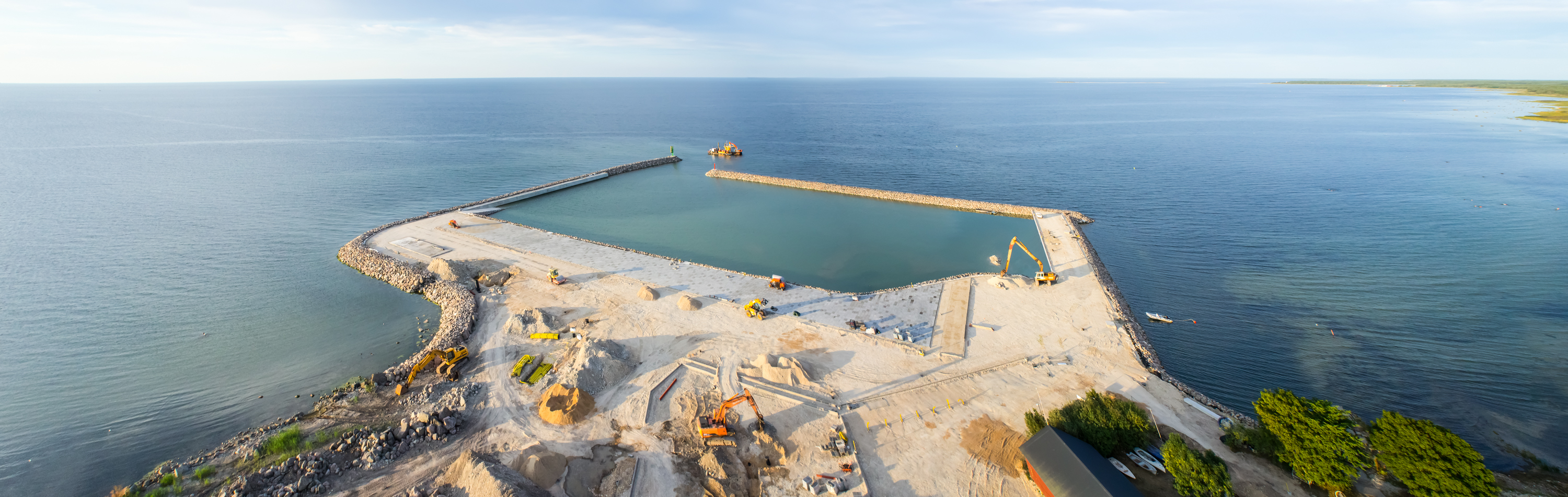

## Клімат
| Кліматограма Кярдли | Кліматограма Кярдли | Кліматограма Кярдли | Кліматограма Кярдли | Кліматограма Кярдли | Кліматограма Кярдли | Кліматограма Кярдли | Кліматограма Кярдли | Кліматограма Кярдли | Кліматограма Кярдли | Кліматограма Кярдли | Кліматограма Кярдли |
| --- | ------------------- | ------------------- | ------------------- | ------------------- | ------------------- | ------------------- | ------------------- | ------------------- | ------------------- | ------------------- | ------------------- |
| С | Л                   | Б                   | К                   | Т                   | Ч                   | Л                   | С                   | В                   | Ж                   | Л                   | Г                   |
| 54 0 −3 | 42 −1 −4            | 36 2 −2             | 35 7 2              | 33 12 7             | 57 17 12            | 60 20 16            | 74 19 15            | 66 15 12            | 74 10 7             | 67 6 3              | 57 3 0              |
| Середня макс. і мін. температури повітря (°C) Атмосферні опади (мм), за рік : 655 мм. Джерело: «Climate-Data.org»«MSN Weather» |                     |                     |                     |                     |                     |                     |                     |                     |                     |                     |                     |

## Історія
Кярдла вперше згадується у 1564 як село населене шведами. Його зростання зумовлене впливом суконної фабрики заснованої в 1830 році. Порт був побудований у 1849 році. Обидва порти та фабрики були зруйновані під час Другої світової війни. 
Кярдла офіційно став районом у 1920 році та отримав статус міста в 1938 році.

## Транспорт

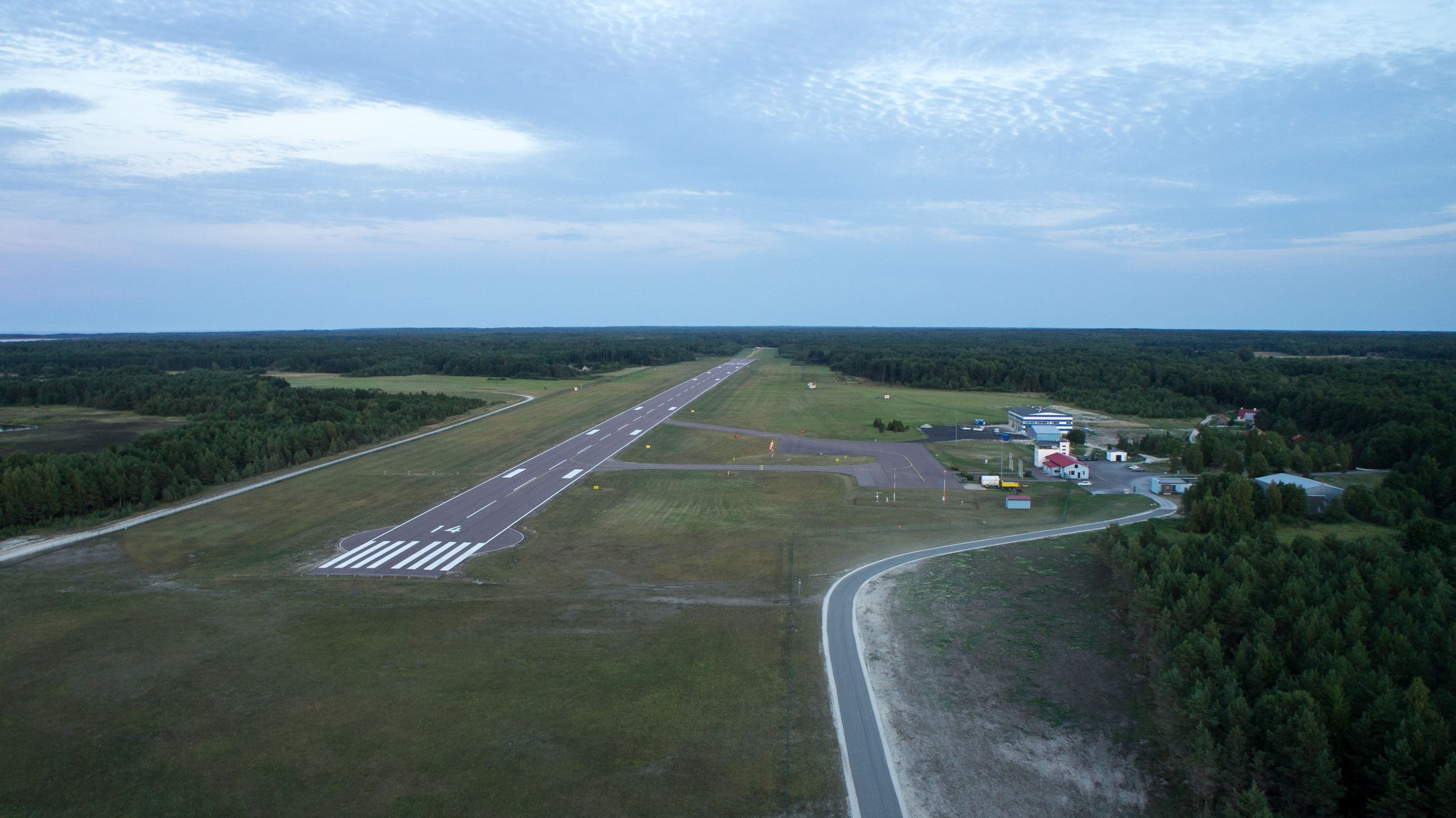
Летовище

Автомобільний транспорт Естонії материка на Гіюмаа включає в себе 90-хвилинну (28 км) поромну переправу з Рохукюла в Гелтермаа, який знаходиться за 25 км по дорозі з Кярдла. Є близько 10 відправлень порома на день. У літні вихідні дні, отримати місце на автомобіль на поромі, як правило, вимагає попереднього бронювання. 
Є близько 2 запланованих автобусів в день між Таллінном (столиці Естонії) та Кярдла.
З аеропорту Кярдла літають регулярні рейси до Таллінна.

## Події
У перший вїк-енд червня відбувається щорічний дитячий фестиваль.

## Світлини

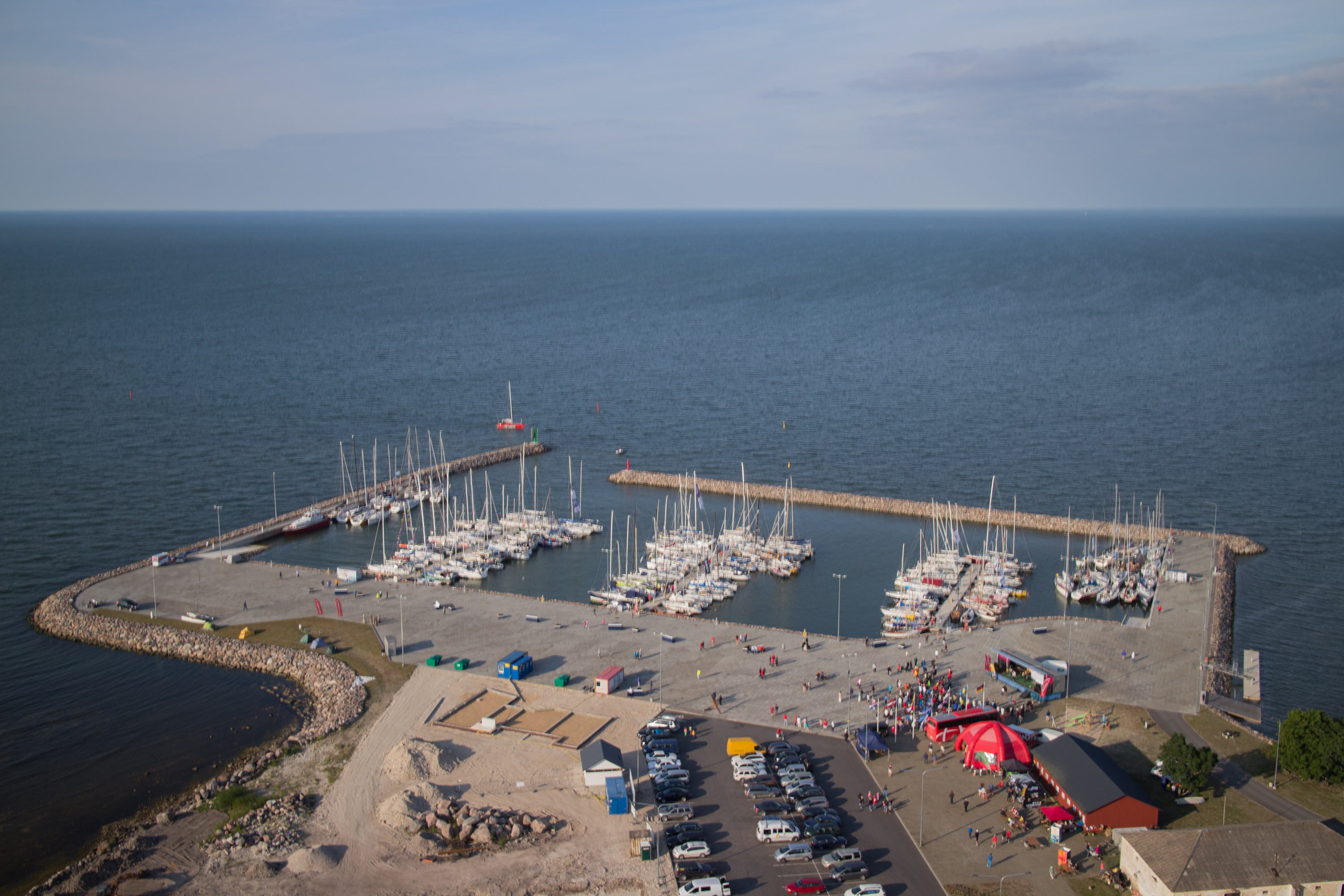
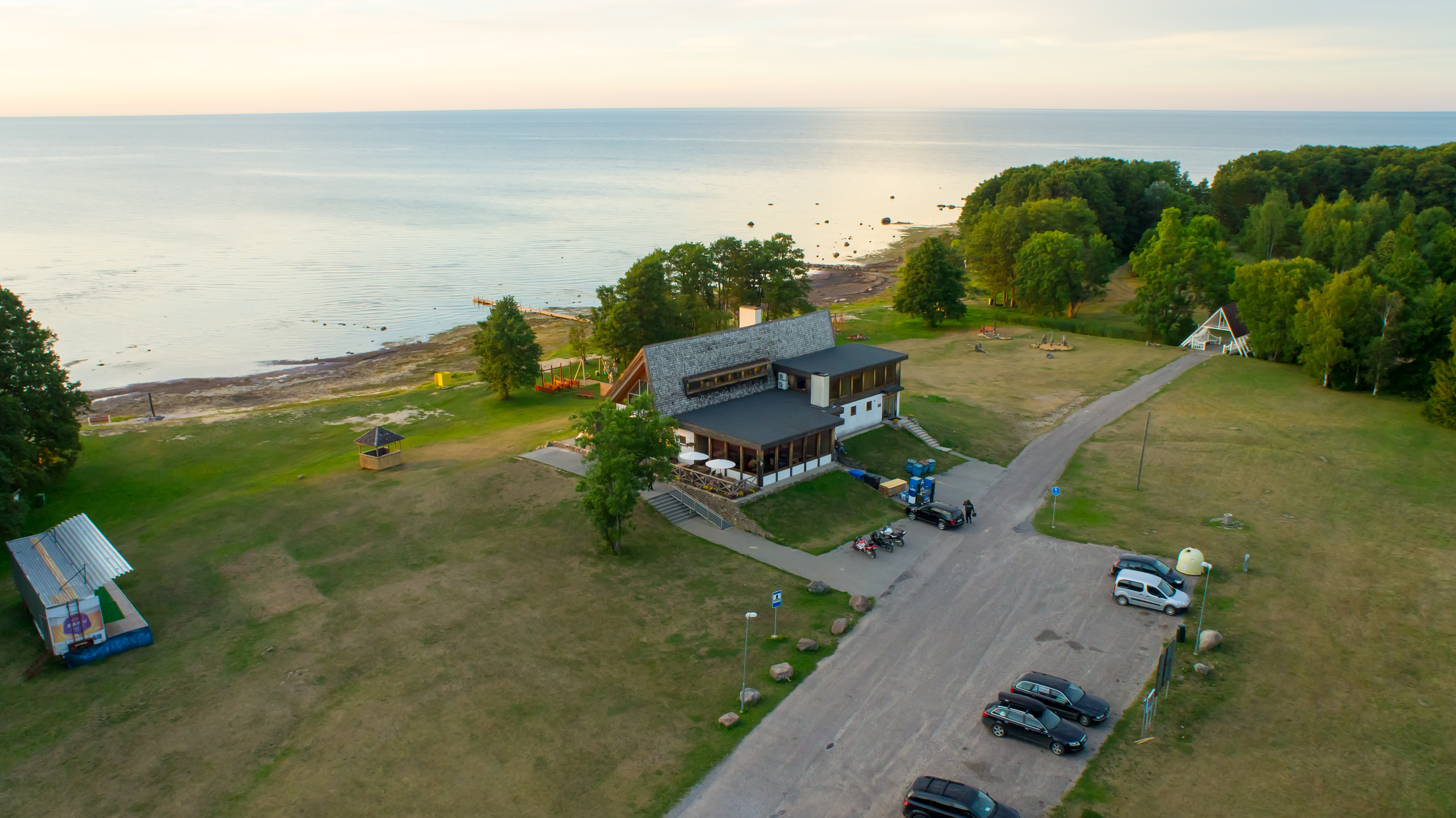
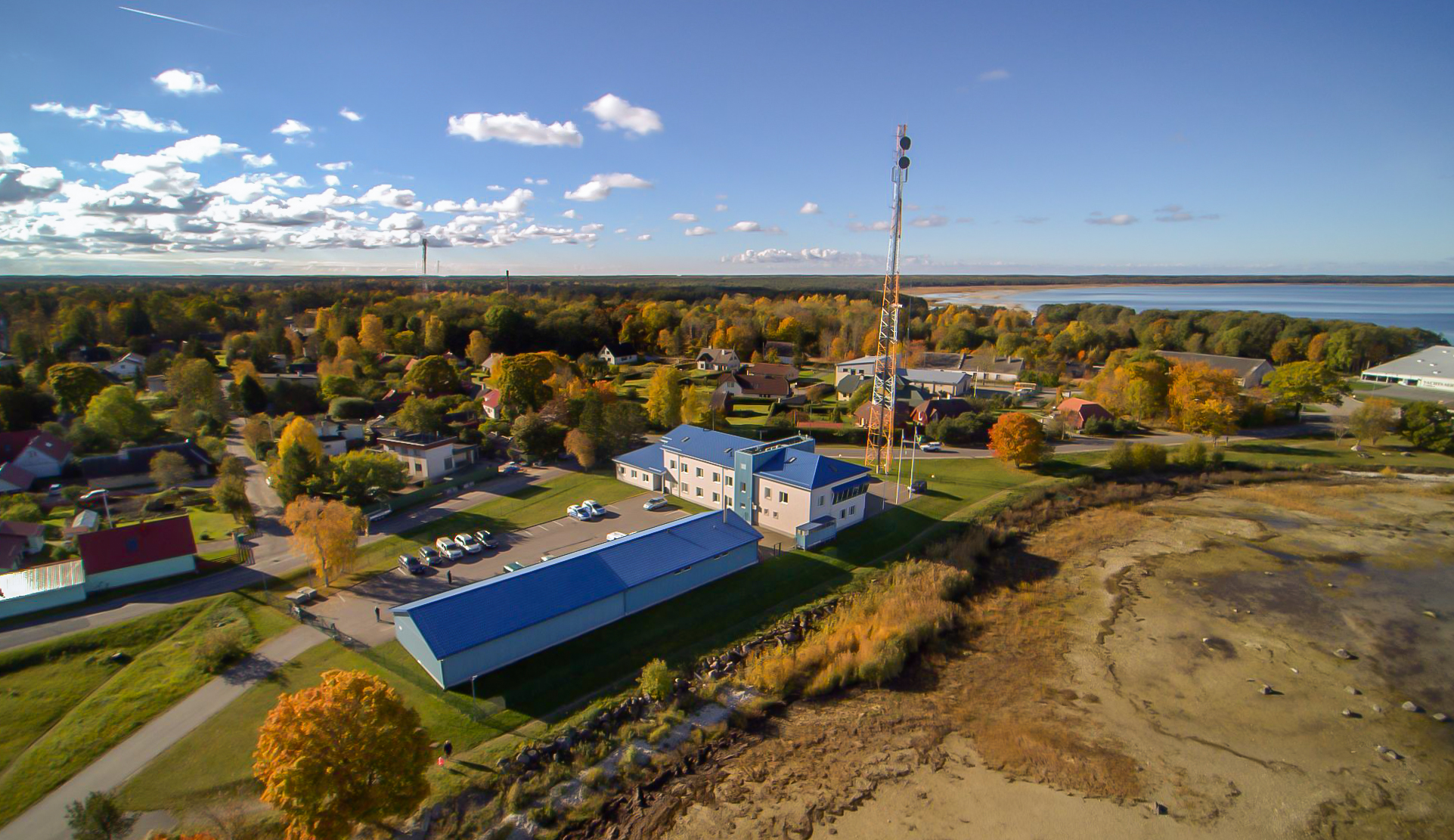
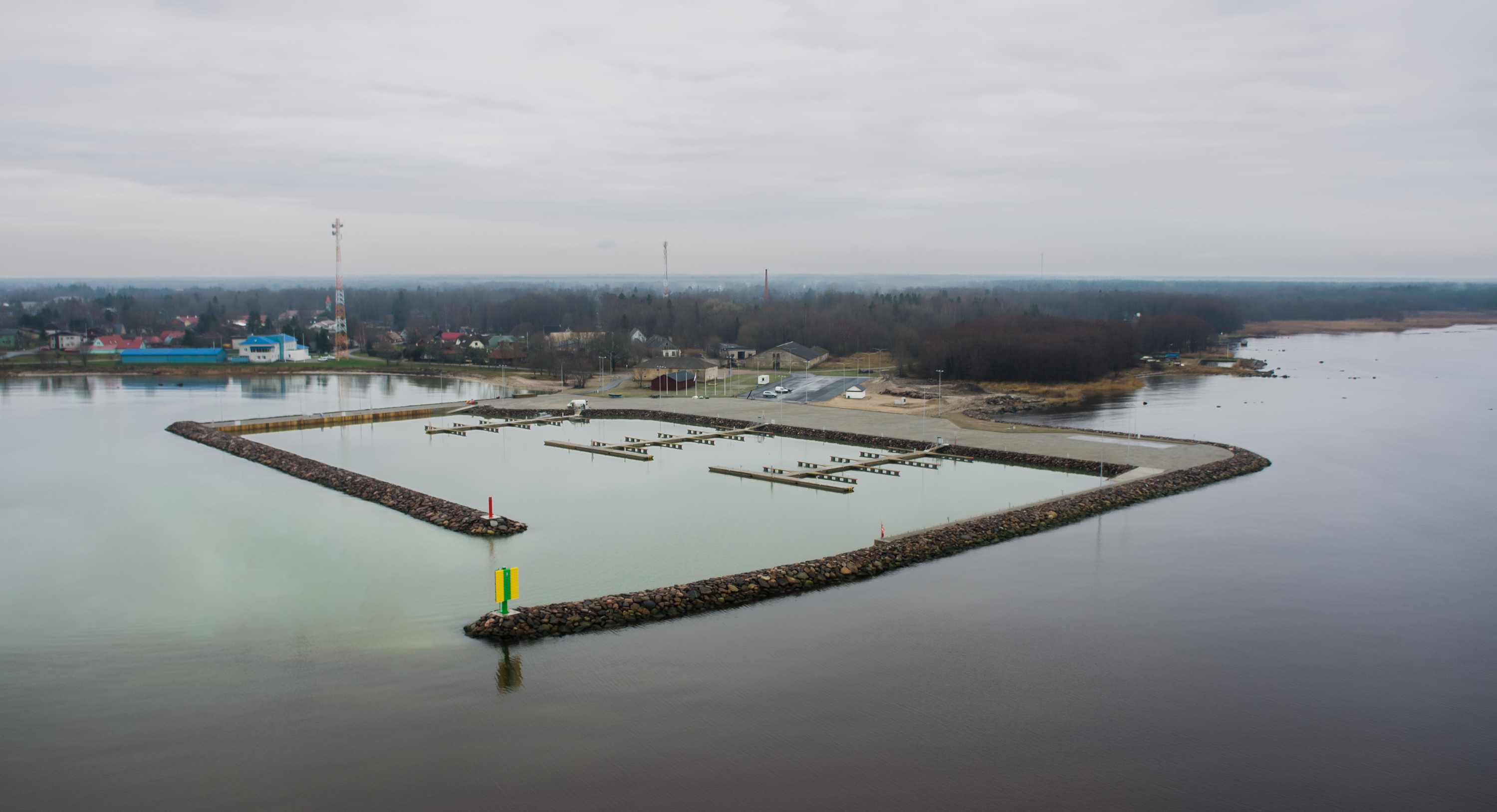

## Відомі уродженці
- Еркк-Свена Тююр — естонський композитор.
- Гейкі Набі — естонський борець, срібний олімпійський медаліст, дворазовий чемпіон світу.
- Евелі Сауе — естонська біатлоністка, учасниця Олімпійських ігор та чемпіонатів світу з біатлону.